# Betty Mogensens Boghandel
Betty Mogensens Boghandel er en boghandel i Hjørring. Den er grundlagt af Thøger Petersen i 1826 og er dermed Danmarks ældste boghandel – en titel den overtog efter C.A. Reitzels Boghandel, der lukkede i 2009.
Boghandlen har navn efter Betty Mogensen, der overtog forretningen i 1932. I 1965 blev den mangeårige ansatte Per Bjørnbak Christoffersen medejer. Han er far til forretningens nuværende ejer, Lars Bjørnbak Christoffersen, der overtog forretningen i 1991.